# Гребешков, Денис Сергеевич
Дени́с Серге́евич Гребешко́в (род. 11 октября 1983, Ярославль) — российский хоккеист, защитник. Чемпион мира 2008 и 2009 годов в составе сборной России. Заслуженный мастер спорта России (2009).

## Карьера
Воспитанник ярославского «Локомотива». В основном составе клуба дебютировал в сезоне 2001/02. Выступал за юниорскую и молодёжную сборные России. В первом раунде драфта НХЛ 2002 года был выбран клубом «Лос-Анджелес Кингз» под общим 18-м номером. В том же году дебютировал во взрослой сборной России на чешском этапе Еврохоккейтура.
В 2003 году подписал контракт с «Лос-Анджелесом» и отправился за океан. Выступал за фарм-клуб «королей» в АХЛ «Манчестер Монаркс». Первый матч в НХЛ в составе «Лос-Анджелеса» провёл 28 февраля 2004 года против «Анахайма». 8 марта 2006 года был обменян в «Нью-Йорк Айлендерс», в составе которых провёл остаток сезона 2005/06. Не договорившись с «островитянами» о новом контракте, вернулся в Россию и провёл сезон 2006/07 в составе «Локомотива».
18 февраля 2007 года «Айлендерс» обменяли права на Дениса в клуб «Эдмонтон Ойлерз». В 2007 году Денис присоединился к «Эдмонтону», в котором провёл следующие три сезона. 1 марта 2010 года был обменян в «Нэшвилл Предаторз», по окончании сезона 2009/10 вновь вернулся в Россию, заключив контракт с питерским СКА. 30 октября 2012 года перешёл в «Югру» из Ханты-Мансийска. В 2013 году в очередной раз отправился за океан, подписав годичный контракт с «Эдмонтоном». Проведя в НХЛ только 7 матчей за сезон в составе «Ойлерз», доигрывал чемпионат в АХЛ в фарм-клубе «Эдмонтона» «Оклахома-Сити Баронс». В 2014 году подписал контракт с подольским «Витязем».

## Достижения
- Двукратный чемпион мира: 2008, 2009.
- Двукратный чемпион мира среди молодёжи: 2002, 2003.
- Чемпион мира среди юниоров: 2001.
- Двукратный чемпион России в составе «Локомотива»: 2002, 2003.
- Обладатель Кубка Шпенглера в составе СКА: 2010.
- Участник матча звёзд КХЛ: 2011.

## Статистика
По состоянию на 1 мая 2014 года
| Легенда | Легенда                    | Легенда | Легенда                   | Легенда | Легенда    |
| ------- | -------------------------- | ------- | ------------------------- | ------- | ---------- |
| И       | Количество проведённых игр | Штр     | Штрафное время            | +/−     | Плюс-минус |
| Г       | Голы                       | П       | Голевые передачи          | О       | Очки       |
| -       | Статистика неизвестна      | —       | Статистика не учитывалась |         |            |

### Клубная карьера
- a В этом сезоне в «Плей-офф» учитывается статистика игрока в Кубке Надежды.

## Награды
- Медаль ордена «За заслуги перед Отечеством» II степени (30 июня 2009 года) — за большой вклад в победу национальной сборной команды России по хоккею на чемпионатах мира в 2008 и 2009 годах[2]

## В филателии

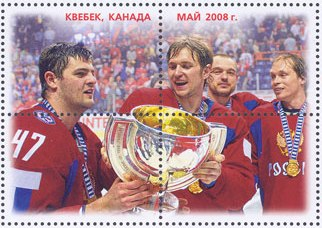
Почтовая марка России, 2008 год

Денис Гребешков изображён на почтовой марке, посвящённой победе сборной России на чемпионате мира по хоккею 2008 года (вместе с А. Радуловым, А. Марковым, М. Афиногеновым).